# Skápadalsmúli
Skápadalsmúli är ett berg i republiken Island. Det ligger i regionen Västfjordarna, 180 km nordväst om huvudstaden Reykjavík. Toppen på Skápadalsmúli är 434 meter över havet.
Trakten runt Skápadalsmúli är nära nog obefolkad, med mindre än två invånare per kvadratkilometer. Närmaste större samhälle är Patreksfjörður, omkring 13 kilometer nordväst om Skápadalsmúli. Trakten runt Skápadalsmúli består i huvudsak av gräsmarker.